# Praforst Pro Golf Tour Fulda
De Praforst Pro Golf Tour Fulda is een golftoernooi van de Pro Golf Tour. Het wordt op de Golfclub Hofgut Praforst gespeeld.
De eerste editie was in juli 2013 en kwam in de plaats van het EPD Tour Championship  dat enkele jaren in september op  Praforst gespeeld werd.

## Winnaars
| Jaar | Winnaar        | Score | Score |
| ---- | -------------- | ----- | ----- |
| 2013 | Kenny Le Sager | 202   | -14   |
| 2014 | Sean Einhaus   |       |       |